# Duguetia glabriuscula
Duguetia glabriuscula é uma espécie de magnólia. Foi descrito pela primeira vez por Robert Elias Fries, e recebeu o nome exato de Robert Elias Fries .  Duguetia glabriuscula pertence ao gênero Duguetia, e à família Annonaceae.